# Навушники Apple

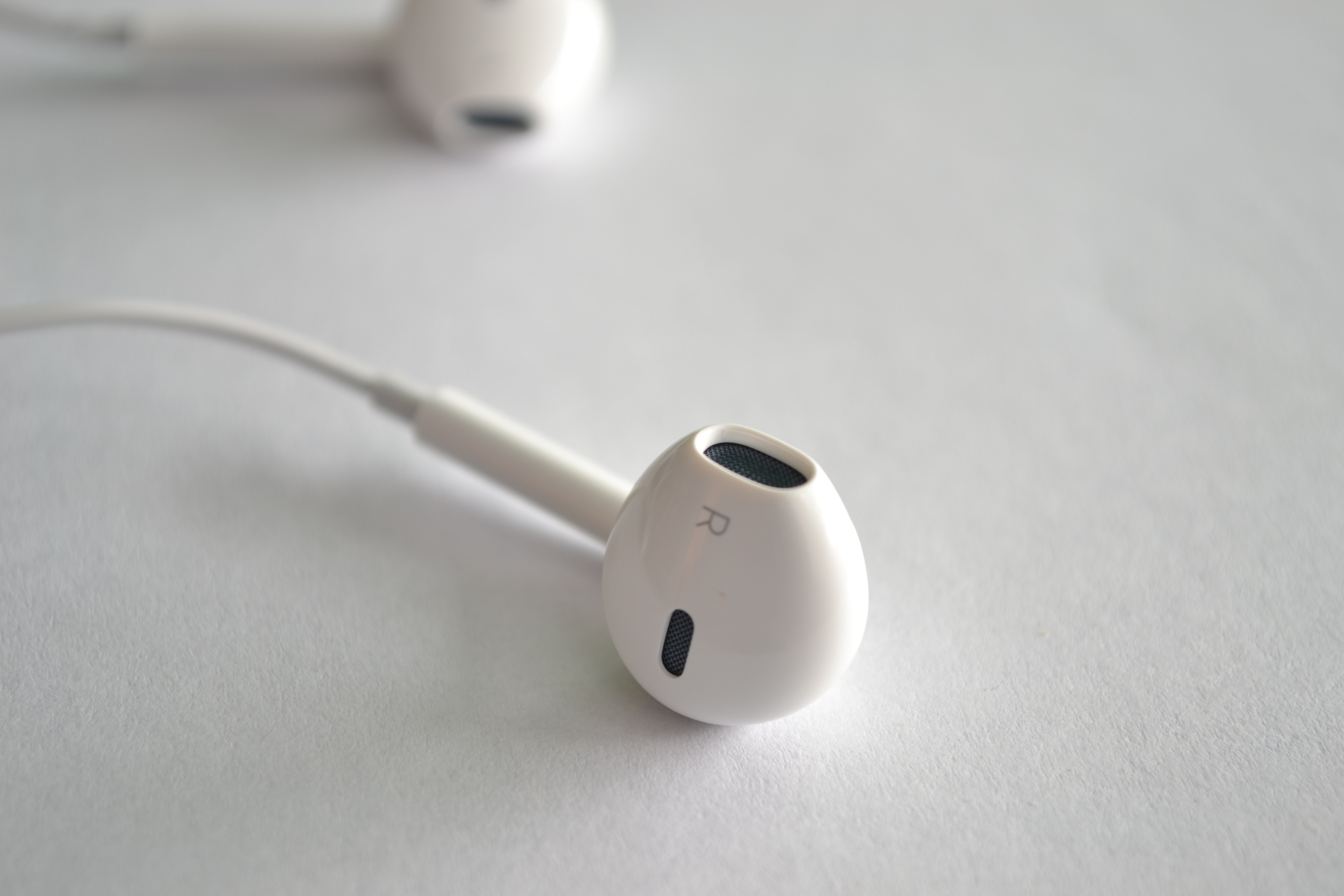
Apple EarPods, представлений 12 вересня 2012 року

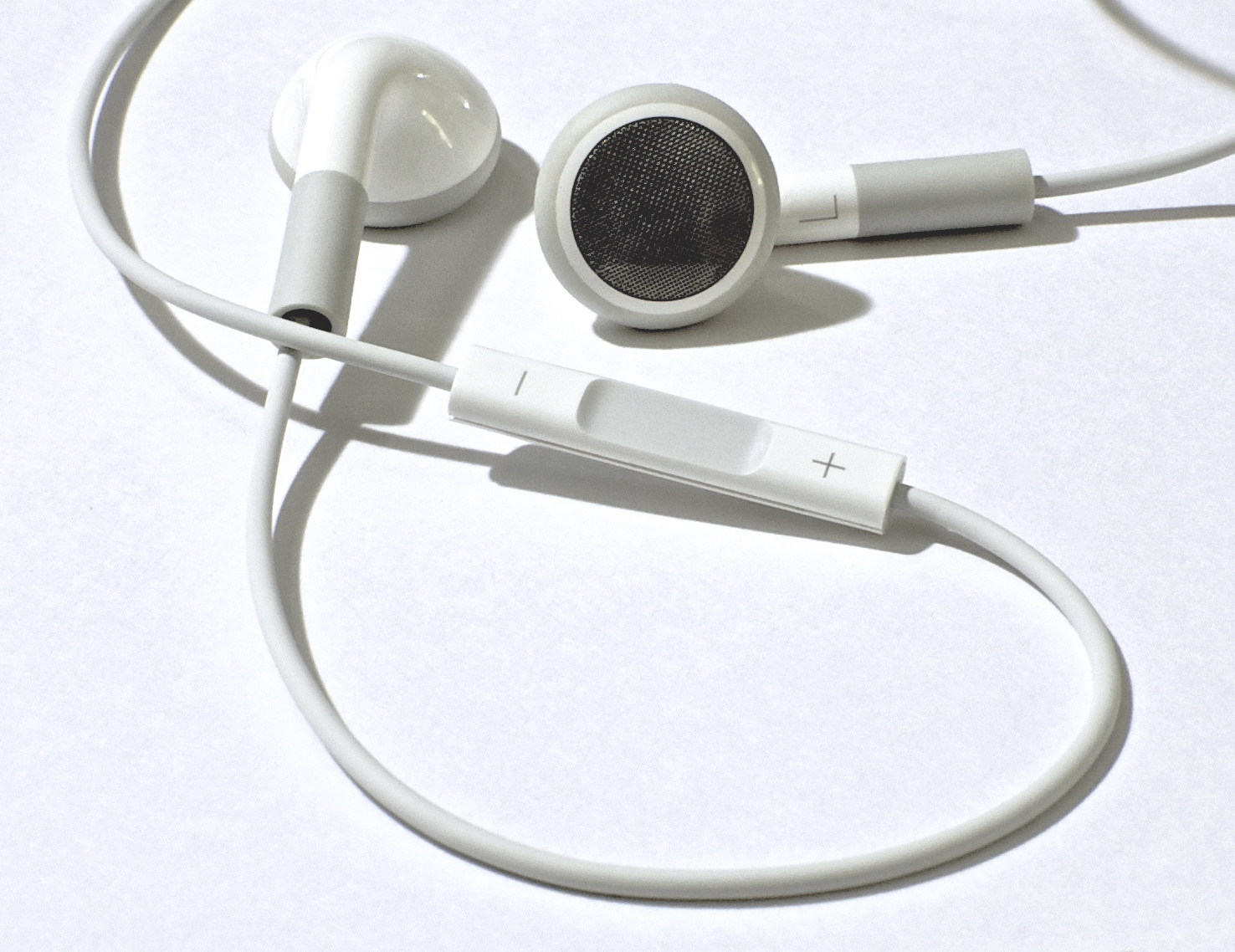
Вкладиші, що постачаються з iPod touch другого покоління та iPod Shuffle четвертого покоління.

Apple Inc. випускає та продає навушники з 2001 року, доступні для самостійного придбання та постачаються в комплекті з iPhone (до 2020 року) та продуктами iPod. Сучасна лінійка продуктів Apple складається з EarPods, дротових навушників, доступних із 3,5-мм навушниками або конектором Lightning, AirPods і AirPods Pro, бездротових навушників Bluetooth та AirPods Max, бездротових навушників Bluetooth.

## У комплекті навушники

### Класичні круглі вушні бруньки

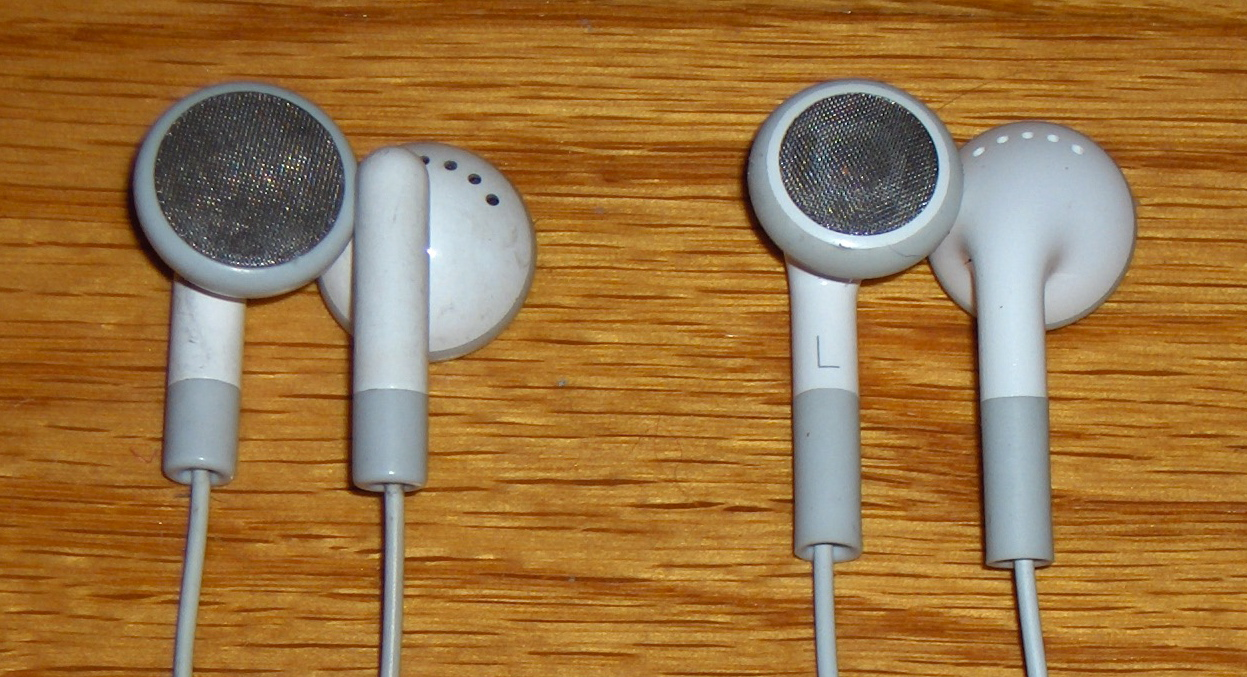
Порівняння ранніх та пізніших навушників iPod

Оригінальні навушники Apple постачаються з оригінальним iPod, випущеним 23 жовтня 2001 року. Їм ніколи не давали офіційної назви, інакше їх називали «навушники iPod» та «навушники у стилі навушників iPod». Вони були в комплекті з двома парами пінопластових чохлів. Друге покоління додало пластиковий повзунок, щоб дозволити користувачеві обмежити зазор між проводами. Третє покоління було перероблено з трохи довшим зніманням напруги, дещо меншою решіткою динаміка та лівою / правою розміткою, переміщеною ззовні всередину.

### iPhone стереогарнітура
Стереогарнітура iPhone була представлена в 2007 році в комплекті з оригінальними iPhone і iPhone 3G, а також оснащена контрольною капсулою, сумісною з правим дротом навушника з мікрофоном і однією кнопкою, що приводиться в дію стисканням пристрою, який можна запрограмувати для керування дзвінками, презентаціями, відтворенням музики та відео, запуску Siri або фотографування за допомогою програми Камера. Було багато повідомлень про проблеми з вологою з пультом дистанційного керування / мікрофоном.

### Навушники Apple з пультом дистанційного керування та мікрофоном
Навушники Apple з пультом дистанційного керування та мікрофоном були представлені в 2009 році і постачалися в комплекті з iPhone 3GS, iPhone 4, iPhone 4S, iPod touch третього покоління, і продавалися самостійно. Вони розширили стереогарнітуру iPhone, додавши дві інші кнопки, призначені для регулювання гучности. Варіант без мікрофона постачається лише з iPod shuffle третього покоління.

### EarPods

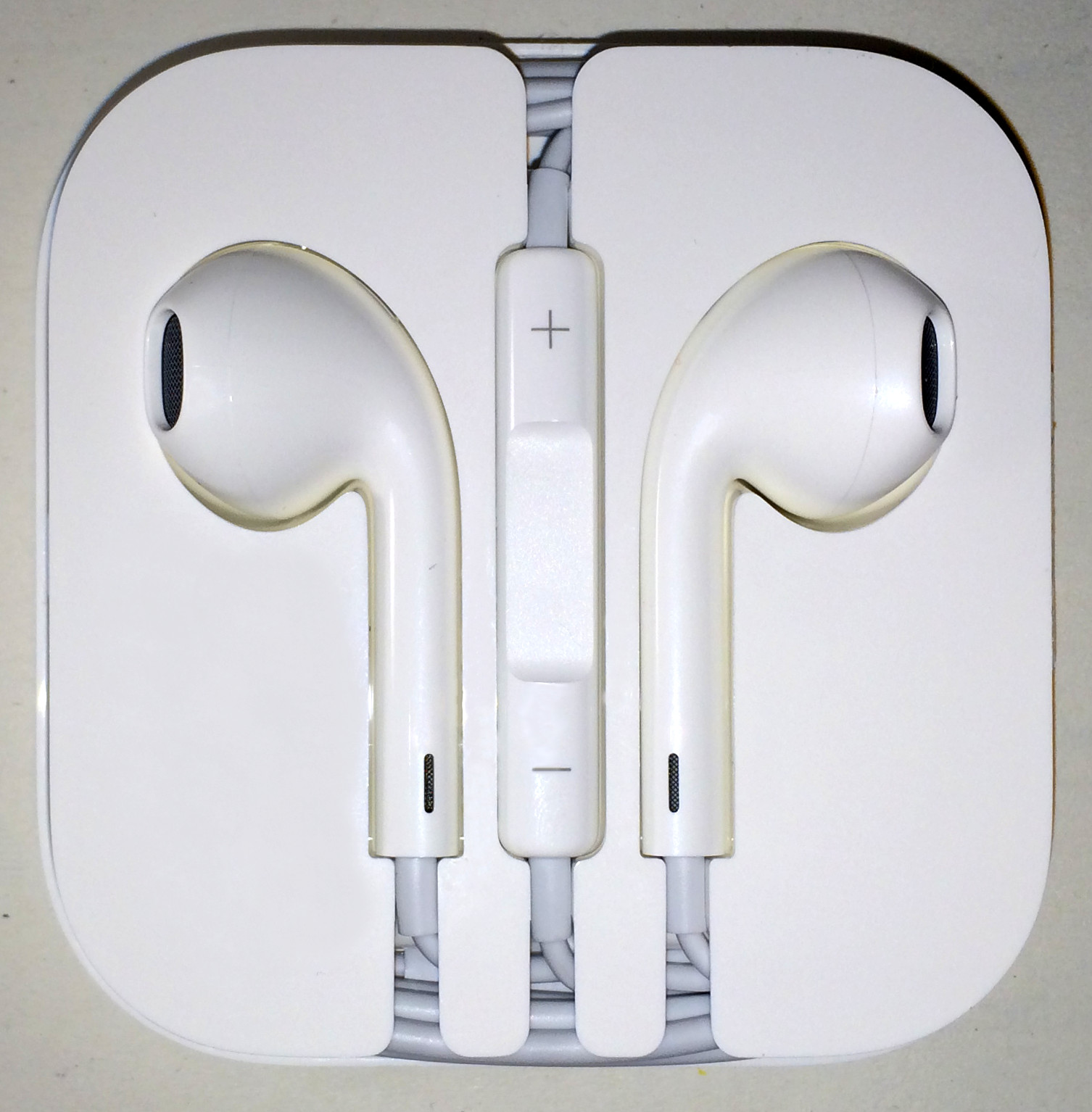
Apple EarPods у своїй коробці

EarPods були представлені 12 вересня 2012 року і мають редизайн без силіконових наконечників, менш помітного металу та зовнішньої пластикової оболонки. Спочатку вони поставляються з iPhone 5 і оснащені пультом дистанційного керування та мікрофоном. Вони також постачалися з iPod Touch (5-го покоління) та iPod Nano (7-го покоління) без пульта дистанційного керування та мікрофона. EarPods також продаються окремо з футляром для перенесення, тоді як версія в комплекті з iPod Touch (5 покоління), iPod Touch (6 покоління) та iPod Nano (7 покоління) має лише базову біологічно розкладається упаковку через відсутність пульта дистанційного мікрофон Піктограма мікрофона була додана на раніше не позначену задню сторону контрольної капсули на EarPods з мікрофоном. Вони сумісні з телефонами iPhone від iPhone 3GS до iPhone 6S, iPod Touch (2-го покоління) та інших моделей, а також усіх моделей iPad, iPad mini та iPad Pro, за винятком iPad Pro третього та четвертого покоління. Для пристроїв iOS потрібна iOS 2.2 і новіших версій, але вони не сумісні з оригінальними iPhone, iPhone 3G або iPod Touch (1-го покоління) через проблеми зі звуком. Вони також сумісні з більшістю пристроїв та комп'ютерів Android.
Друга ітерація «EarPods with Lightning Connector» була представлена в 2016 році разом з iPhone 7 і замінила 3,5-мм роз'єм для навушників на роз'єм Lighting. Вони працюють з усіма пристроями, які мають порт Lightning і підтримують iOS 10 або новішої версії. Попередні EarPods були ребрендіровані як «EarPods з 3,5-міліметровим штекером для навушників».
Після випуску серії iPhone 12 у 2020 році EarPods більше не постачались у комплекті з iPhone у більшості країн, за винятком випадків, коли це передбачено законодавством.

#### Блискавка до 3,5-мм ключів

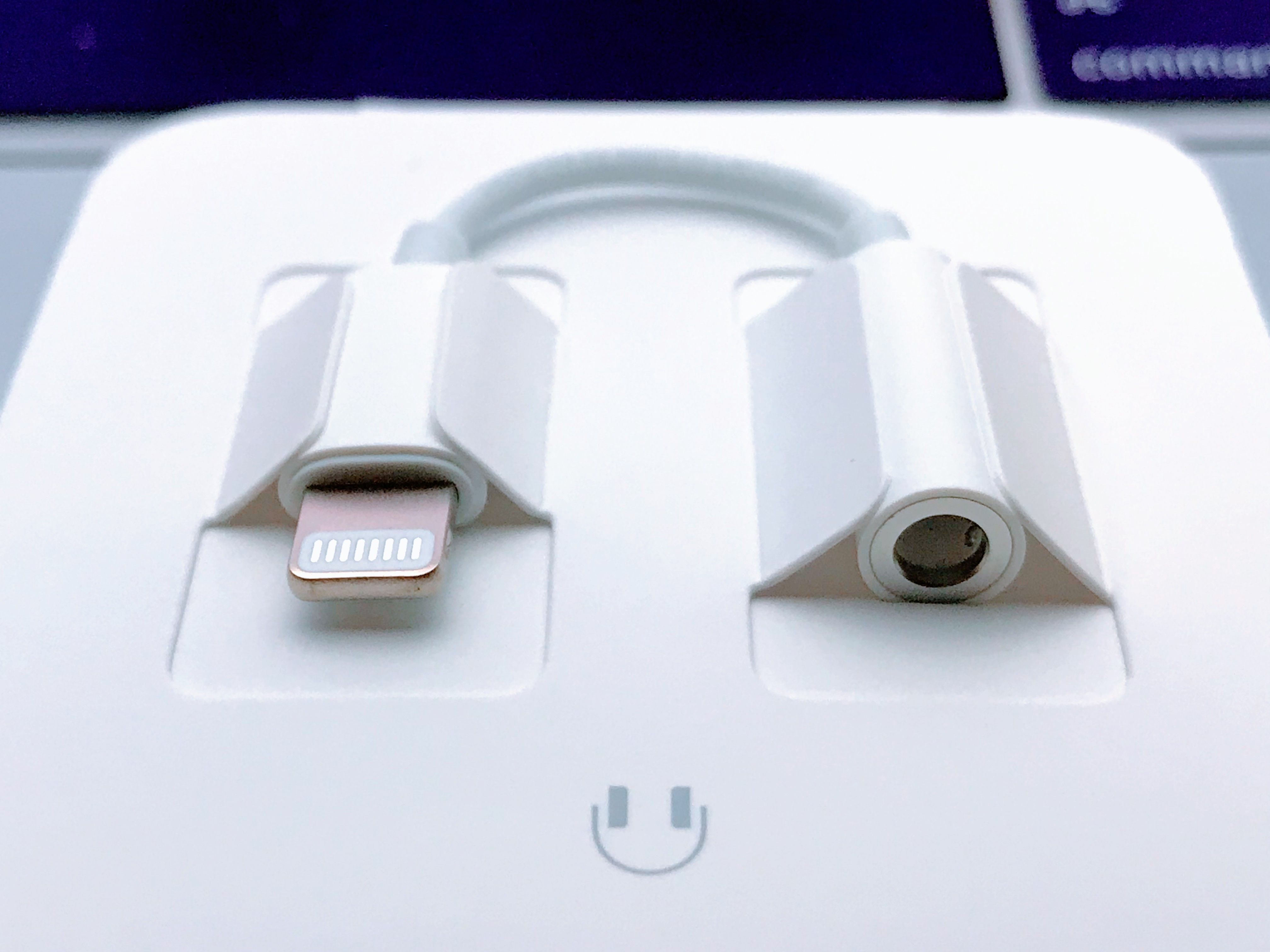
В iPhone 7 і новіших моделях Apple відсутній роз'єм для навушників, і до 12 вересня 2018 року він включав ключ Lightning до 3,5 мм

Моделі iPhone від iPhone 7 до iPhone X також постачались з адаптером роз'єму для навушників Lightning-to-3,5 мм, що дозволяло клієнтам підключати 3,5-мм навушники до порту Lightning. Однак він більше не входив до складу від моделі iPhone XS і залишається доступним для придбання у Apple та сторонніх роздрібних торговців.

## Окремі покупки навушників

### Навушники для навушників iPod
Вкладені навушники iPod були представлені в січні 2004 року як навушники преміум-класу порівняно з навушниками в комплекті з iPod, і їх можна було придбати за 39 доларів. Вони включали три різні за розміром пластикові ковпачки, і Apple заявила про покращення якості звуку та низьких частот. Вони були припинені в 2008 році.

### Bluetooth-гарнітура iPhone

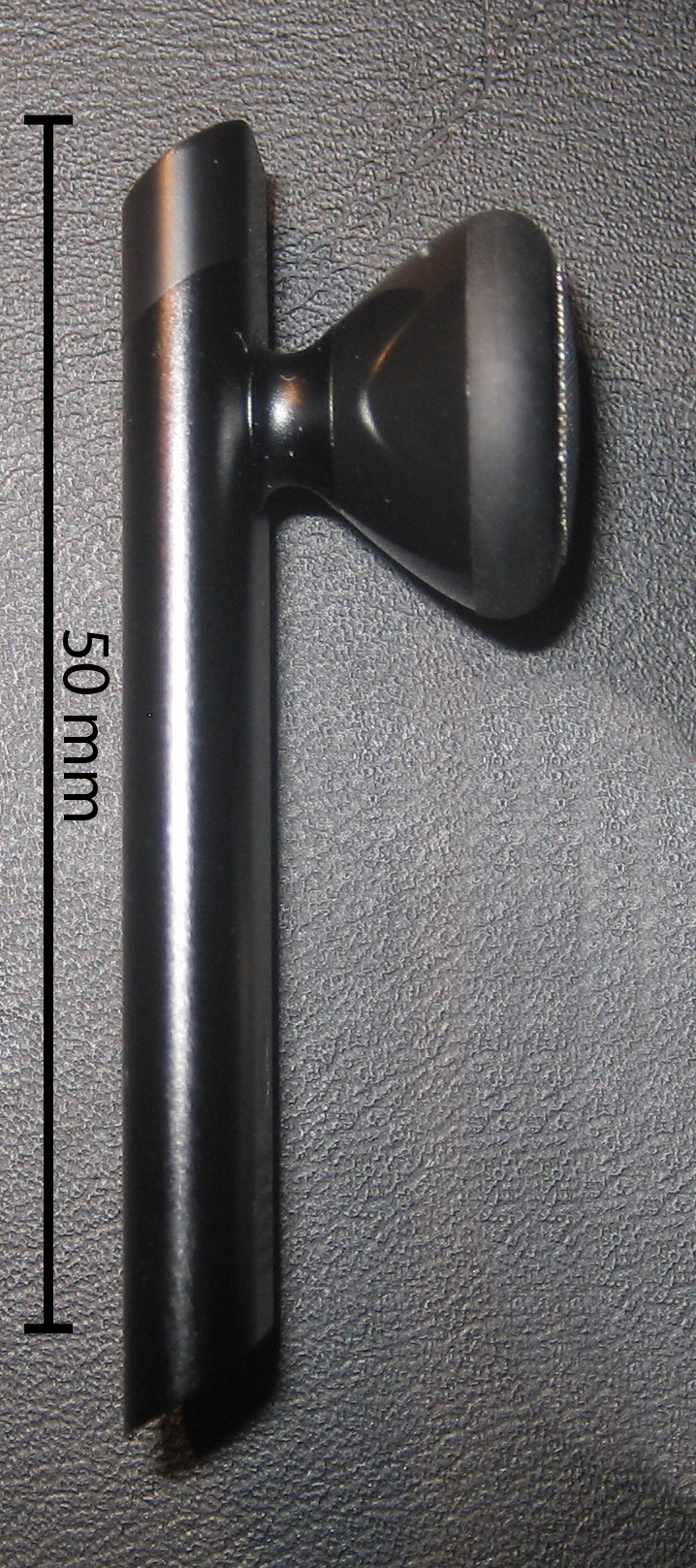
Bluetooth-гарнітура iPhone

Bluetooth-гарнітура iPhone була представлена в 2007 році за ціною 129 доларів, а згодом знижена до 99 доларів і припинена в 2009 році. Він був розроблений лише для телефонних дзвінків і не міг використовуватися для прослуховування музики. Він постачався в комплекті з «туристичним кабелем», який одночасно заряджав його та 30-контактним iPhone, а також була доступна док-станція під назвою iPhone Dual Dock, яка могла заряджати її, і оригінальний iPhone також був доступний.

### Вкладені навушники Apple
Навушники Apple In-Ear були представлені 9 вересня 2008 року і призначені як преміум-варіант у порівнянні з навушниками Apple, що постачаються в комплекті. Як і звичайні навушники, вони мають вбудований пульт дистанційного керування та мікрофон. Вони додають силіконові наконечники для вух та подвійні драйвери, рекламовані як «розроблені для чудової акустичної точности, рівноваги та чіткості». Пульт дистанційного та захисного чохла був перероблений 12 вересня 2012 року, причому пульт дистанційного керування збігався із корпусом EarPods. З тих пір Apple видалила їх зі свого Інтернет-магазину.

### AirPods

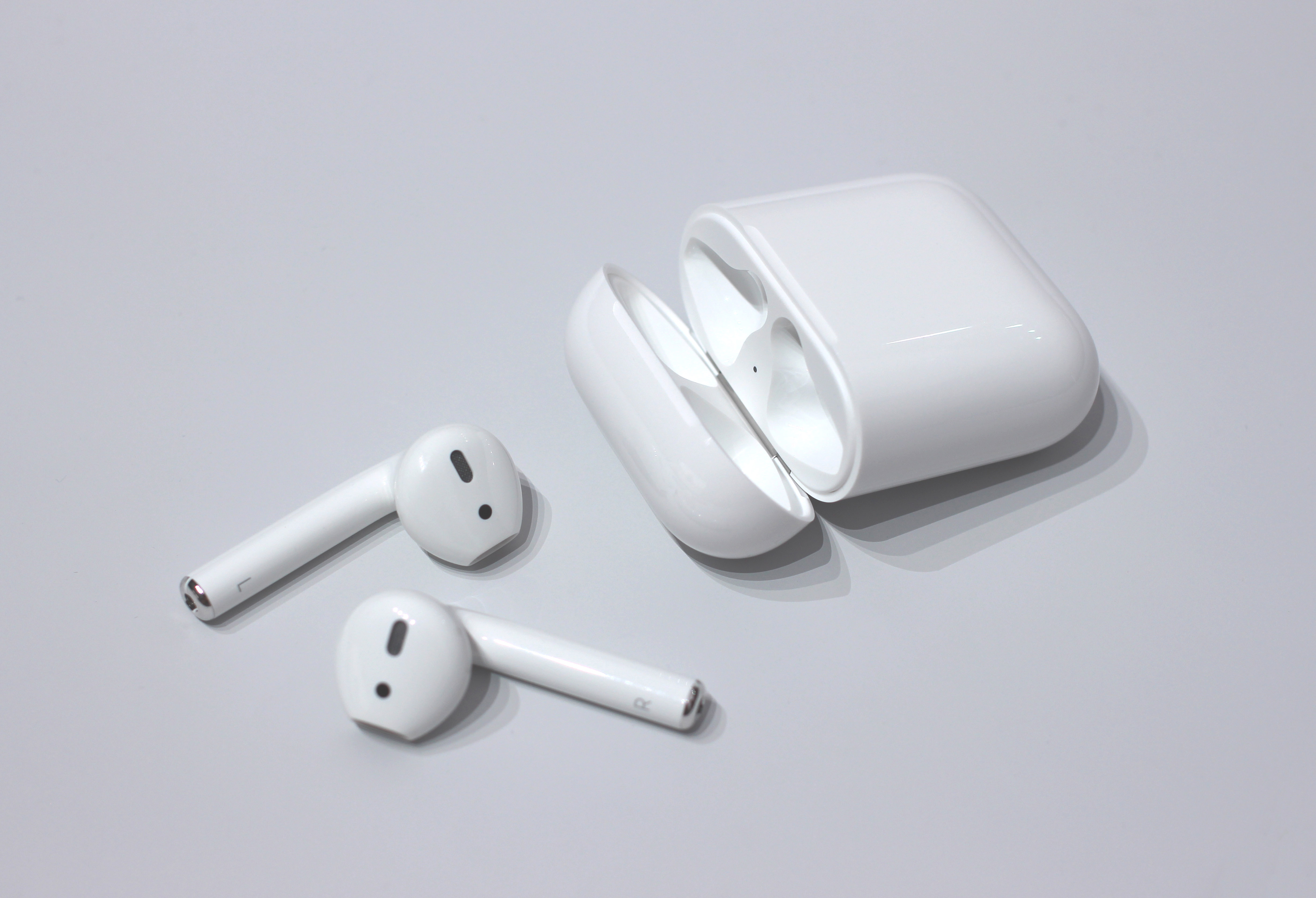
Apple AirPods і чохол

AirPods були оголошені разом з iPhone 7 і випущені 13 грудня 2016 р. Це бездротові навушники у стилі навушників з мікрофонами, подвійні акселерометри, ІЧ-датчики, що використовуються для призупинення музики, якщо вони не у вухах користувача, та сенсорні датчики руху, які використовуються для активації елементів керування. Вони рекламуються як такі, що вони заряджаються акумулятором п'ять годин, і мають корпус для зарядки, який дає їм загалом 24 години автономної роботи. Оригінальний чохол заряджається Lightning, а в 2019 році був представлений другий чохол із зарядкою Qi. AirPods сумісні з iPhone, iPad, Apple Watches, Macs, iPod Touch 6-го покоління та iPod Nano 7-го покоління, але для автоматичного створення пари з обліковим записом iCloud потрібні macOS Sierra, iOS 10 та watchOS. Вони також сумісні з пристроями на інших платформах, які підтримують Bluetooth, але це обмежує функціональність AirPods.

### AirPods Pro
AirPods Pro вийшли 30 жовтня 2019 року як преміум-варіант порівняно з AirPods. Вони використовують той самий чіп H1, який міститься у AirPods другого покоління, і мають більш тонкий дизайн, активне шумозаглушення, адаптивний еквалайзер, водостійкість IPX4, новий чохол для зарядки зі стандартом Qi, а також силіконові наконечники.

### AirPods Max
AirPods Max, випущений 15 грудня 2020 року, є бездротовими Bluetooth -навушниками. Вони оснащені мікросхемою H1, активним шумопоглинанням та режимом прозорості, цифровою короною та функцією розпізнавання.

## У популярній культурі
Білі навушники Apple помітно виступають у більшості їхніх характерних реклам iPod у стилі " силует ". Найчастіше як танцююча чорна фігура в [силуеті] з яскраво контрастними білими навушниками та шнуром, тримаючи білий iPod. Зазвичай фон — інший яскравий колір, тому iPod та навушники чітко виділяються в порівнянні з рештою зображення.